# Avolsheim
Avolsheim [avɔlsaim], Àvelse en alsacien, est une commune française située dans la circonscription administrative du Bas-Rhin et, depuis le 1er janvier 2021, dans le territoire de la Collectivité européenne d'Alsace, en région Grand Est.
Cette commune se trouve dans la région historique et culturelle d'Alsace.

## Géographie
Avolsheim est  une commune française, située dans le département du Bas-Rhin et la région Alsace. Avolsheim se situe sur la Route des Vins d'Alsace.

### Localisation
Elle est située à 1,6 km de Wolxheim, 1,8 km de Soultz-les-Bains, 2,5 km de Dachstein, 2,8 km d'Ergersheim-sur-Bruche, 3 km de Molsheim et 31 km de Strasbourg.

### Géologie et relief
Avolsheim a une superficie de 1,83 km2 et une densité de 403 habitants/km2.
Système d’information pour la gestion de l’Aquifère rhénan : Carte géologique.
Forêts communales de Dorlisheim et d'Altorf.

### Sismicité
Commune située dans une zone de sismicité de niveau 3 modérée.

### Hydrographie
La commune est dans le bassin versant du Rhin au sein du bassin Rhin-Meuse. Elle est drainée par la Bruche et la Mossig,.
La Bruche, d'une longueur de 77 km, prend sa source dans la commune de Urbeis et se jette  dans l'Ill à Strasbourg, après avoir traversé 37 communes.
La Mossig, d'une longueur totale de 33,1 km, prend sa source dans la commune de Wangenbourg-Engenthal et se jette  dans la Bruche sur la commune, après avoir traversé 13 communes. Les caractéristiques hydrologiques de la Mossig sont données par la station hydrologique située sur la commune de Soultz-les-Bains. Le débit moyen mensuel est de 1,29 m3/s. Le débit moyen journalier maximum est de 24,3 m3/s, atteint lors de la crue du 10 avril 1983. Le débit instantané maximal est quant à lui de 26,6 m3/s, atteint le même jour.

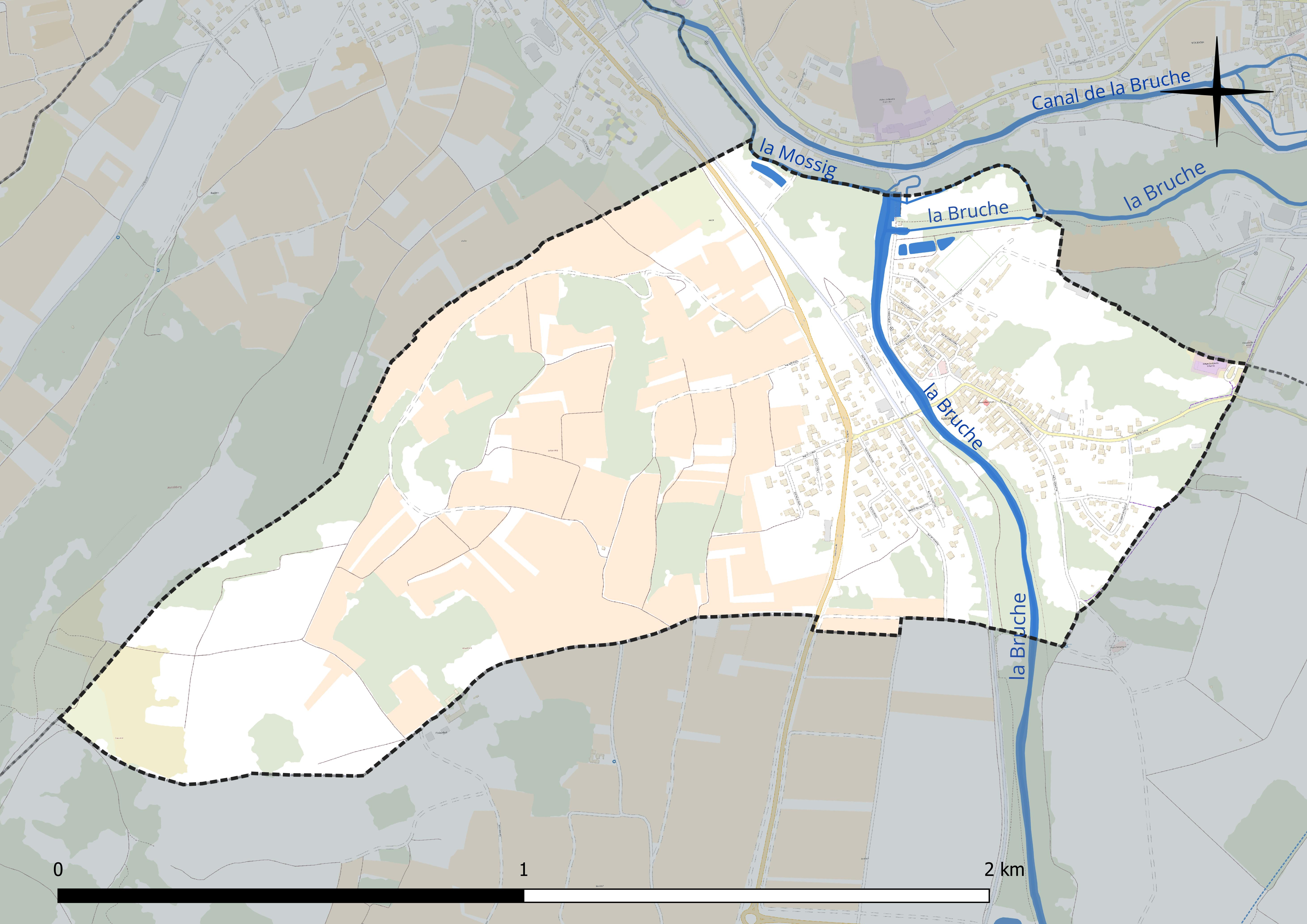
Réseau hydrographique d'Avolsheim.

### Climat
Pour des articles plus généraux, voir Climat du Grand Est et Climat du Bas-Rhin.
En 2010, le climat de la commune est de type climat des marges montargnardes, selon une étude du Centre national de la recherche scientifique s'appuyant sur une série de données couvrant la période 1971-2000. En 2020, Météo-France publie une typologie des climats de la France métropolitaine dans laquelle la commune est exposée à un climat semi-continental et est dans la région climatique Vosges, caractérisée par une pluviométrie très élevée (1 500 à 2 000 mm/an) en toutes saisons et un hiver rude (moins de 1 °C).
Pour la période 1971-2000, la température annuelle moyenne est de 10,4 °C, avec une amplitude thermique annuelle de 17,6 °C. Le cumul annuel moyen de précipitations est de 774 mm, avec 9,5 jours de précipitations en janvier et 10,3 jours en juillet. Pour la période 1991-2020, la température moyenne annuelle observée sur la station météorologique de Météo-France la plus proche, « Strasbourg-Entzheim », sur la commune d'Entzheim à 10 km à vol d'oiseau, est de 11,4 °C et le cumul annuel moyen de précipitations est de 635,7 mm. 
La température maximale relevée sur cette station est de 38,9 °C, atteinte le 25 juillet 2019 ; la température minimale est de −23,6 °C, atteinte le 23 janvier 1942,,.
Les paramètres climatiques de la commune ont été estimés pour le milieu du siècle (2041-2070) selon différents scénarios d'émission de gaz à effet de serre à partir des nouvelles projections climatiques de référence DRIAS-2020. Ils sont consultables sur un site dédié publié par Météo-France en novembre 2022.

### Communes limitrophes
| Soultz-les-Bains |           | Wolxheim |
|                  | Avolsheim |          |
|                  | Molsheim  |          |

## Urbanisme

### Typologie
Au 1er janvier 2024, Avolsheim est catégorisée ceinture urbaine, selon la nouvelle grille communale de densité à sept niveaux définie par l'Insee en 2022.
Elle appartient à l'unité urbaine de Molsheim, une agglomération intra-départementale regroupant dix  communes, dont elle est une commune de la banlieue,,. Par ailleurs la commune fait partie de l'aire d'attraction de Strasbourg (partie française), dont elle est une commune de la couronne,. Cette aire, qui regroupe 268 communes, est catégorisée dans les aires de 700 000 habitants ou plus (hors Paris),.

### Occupation des sols
L'occupation des sols de la commune, telle qu'elle ressort de la base de données européenne d’occupation biophysique des sols Corine Land Cover (CLC), est marquée par l'importance des territoires agricoles (61,7 % en 2018), en augmentation par rapport à 1990 (52,4 %). La répartition détaillée en 2018 est la suivante : 
cultures permanentes (31,6 %), zones agricoles hétérogènes (27,1 %), forêts (20,4 %), zones urbanisées (16,4 %), terres arables (3 %), milieux à végétation arbustive et/ou herbacée (1,5 %). L'évolution de l’occupation des sols de la commune et de ses infrastructures peut être observée sur les différentes représentations cartographiques du territoire : la carte de Cassini (XVIIIe siècle), la carte d'état-major (1820-1866) et les cartes ou photos aériennes de l'IGN pour la période actuelle (1950 à aujourd'hui).

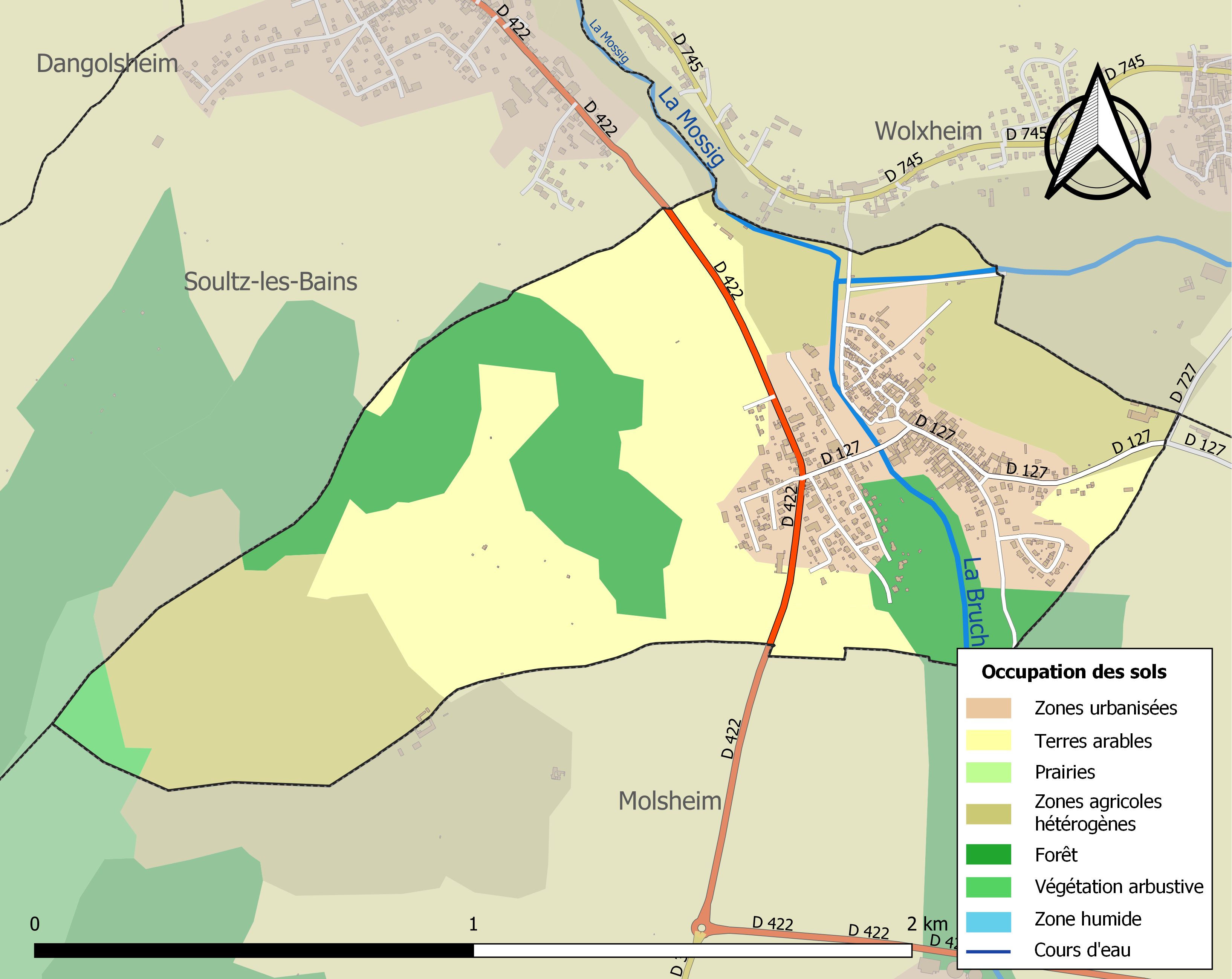
Carte des infrastructures et de l'occupation des sols de la commune en 2018 (CLC).

La commune relève à la fois du plan local d'urbanisme (PLU) d'Avolsheim et du PLUi de Niederbronn-les-Bains.

### Intercommunalité
Commune membre de la communauté de communes de la Région de Molsheim-Mutzig.

### Voies de communications et transports

#### Voies routières
- D 422 vers Marlenheim, Molsheim[20].
- D 127 vers Dachstein.
- D 727 vers Wolxheim.

#### Transports en commun
- Transports en Alsace.
- Fluo Grand Est.
- Auto'Com : Service de transport à la demande[21].

##### SNCF
- Gare de Molsheim
- Gare de Dachstein
- Gare de Dorlisheim
- Gare de Mutzig

##### Transports aériens
- Aéroport de Strasbourg-Entzheim

## Toponymie
La première trace écrite du nom du village se situant sur le ban actuel date de l'an 788 et est Hunzolfesheim. On le retrouve en 1051 orthographié Avelsheim, puis en 1350 Afelsheim, d'où sa forme dialectale Âfelse. En 1496, on l'écrivait Afeltzheim et en 1589 à nouveau Avelssheim, avec deux « s ». Depuis lors le village porte son nom actuel et son orthographe n'a plus évolué.
Le préfixe « offe » (de l'allemand « offen » = ouvert) serait à l'origine du nom Avolsheim et signifierait par conséquent « Bourg ouvert ». Il est possible que cette dénomination fut attribuée au village dans la mesure où celui-ci était dépourvu de remparts, ce qui au Moyen Âge était relativement rare.
Par ailleurs, un vieux dicton en dialecte : « Es steht offe wie Âfelse » (« C'est ouvert comme Avolsheim ») laisse entendre qu'à une certaine époque le clocher d'Avolsheim était resté si longtemps en ruine, donc « à ciel ouvert », que cette situation serait à l'origine de son nom. Cette thèse, comme la précédente, serait confirmée par l'expression populaire : « Fescht wie Landau un offe wie Âfelse » = « fort (ou fortifié) comme Landau et ouvert comme Avolsheim ».

## Histoire

### Jusqu'à la Révolution
Avolsheim est située sur la voie gallo-romaine reliant Molsheim à Saverne ; de nombreux objets datés de cette période y ont été mis au jour en 1930.
La localité aurait été composée au Xe siècle de deux hameaux distincts : Avelsheim d'une part, correspondant grosso modo au village actuel, et Tumpfieter, Dompieter ou Domphietenheim d'autre part, un bourg constitué d'un groupe de quelques fermes et d'un moulin situés près d'une église : le Dompeter.
Les dernières mentions de ce hameau datent du XVIe siècle. Il a probablement disparu en tant que village avec la fin de ce même siècle. Pour certains historiens un doute subsiste : ils situent sa disparition au XVIIe siècle, sa destruction faisant suite au siège de Dachstein par les armées de Turenne.
Selon la bulle du pape Léon IX en 1051, Avolsheim, dont l'abbaye de Hohenbourg était propriétaire, faisait partie des possessions de l'évêché de Strasbourg.
Elle fut mise en vasselage aux comtes d'Ostoffen, puis aux von Murnhart en 1384, enfin resta aux von Beger jusqu'en 1521. Depuis 1534 et jusqu'à la Révolution la localité fut le fief des hauts dignitaires de l'évêché.

### Depuis la Révolution
Depuis la Révolution, le village est rattaché à la sous-préfecture de Molsheim.
Avolsheim possédait jadis une gare sur la ligne Sélestat - Saverne avant sa fermeture aux voyageurs en 1969 et dépose du tronçon Molsheim - Saverne en 1993 qui a été remplacé par une piste cyclable.

### Héraldique
| Blason de Avolsheim | Blason  | D'azur à la roue de huit rais d'or, couronnée du même, le moyeu et les rais défaillants en chef. |
| Blason de Avolsheim | Détails |                                                                                                  |

## Politique et administration

### Budget et fiscalité 2020

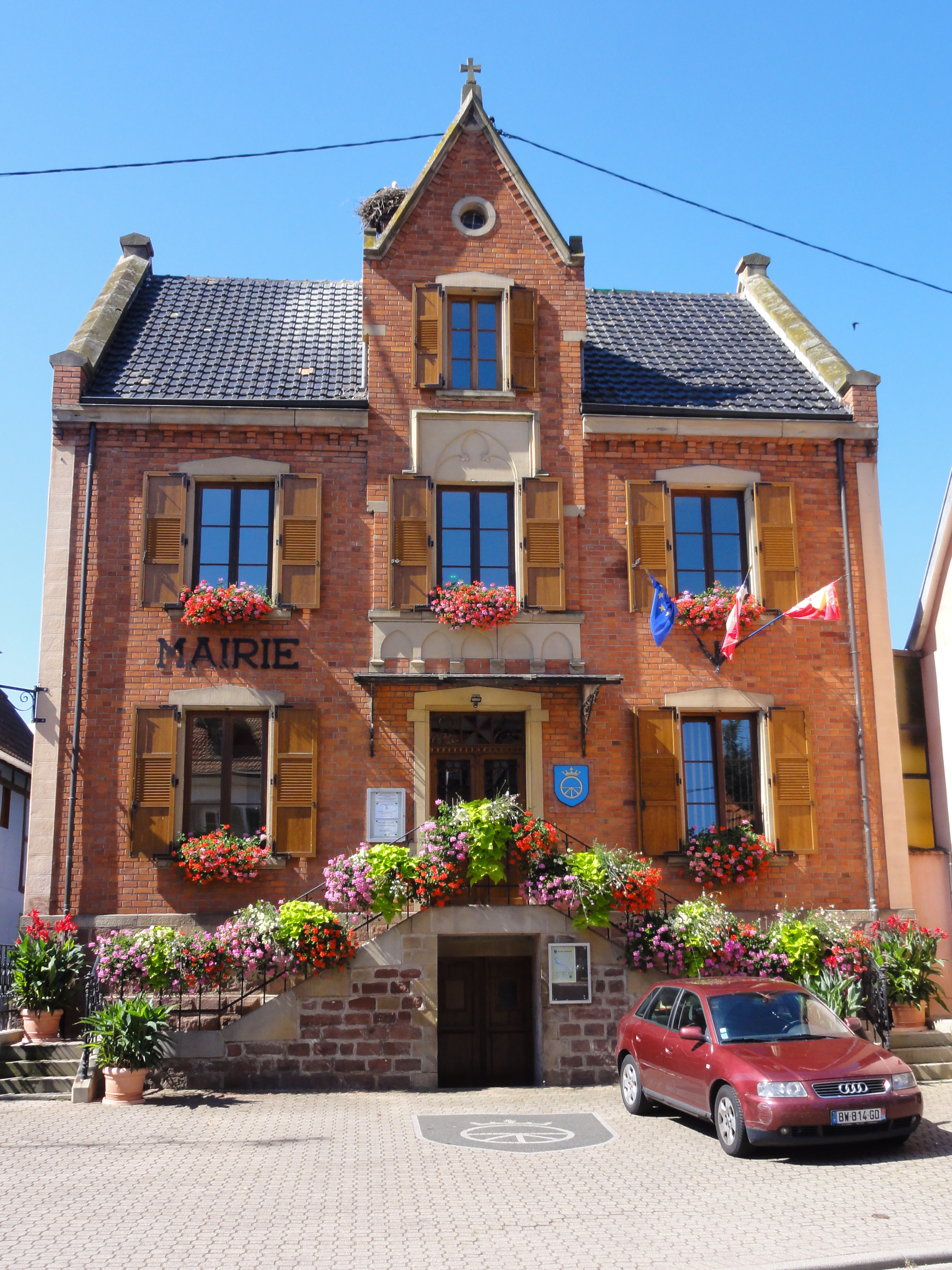
Mairie.

En 2020, le budget de la commune était constitué ainsi :
- total des produits de fonctionnement : 453 000 €, soit 624 € par habitant ;
- total des charges de fonctionnement : 351 000 €, soit 482 € par habitant ;
- total des ressources d'investissement : 77 000 €, soit 105 € par habitant ;
- total des emplois d'investissement : 72 000 €, soit 99 € par habitant ;
- endettement : 906 000 €, soit 1 246 € par habitant.

Avec les taux de fiscalité suivants :
- taxe d'habitation : 19,83 % ;
- taxe foncière sur les propriétés bâties : 11,83 % ;
- taxe foncière sur les propriétés non bâties : 41,85 % ;
- taxe additionnelle à la taxe foncière sur les propriétés non bâties : 45,11 % ;
- cotisation foncière des entreprises : 20,24 %.

Chiffres clés Revenus et pauvreté des ménages en 2019 : médiane en 2019 du revenu disponible, par unité de consommation : 24 950 €.

### Liste des maires
| Période                                  | Période   | Identité        | Étiquette | Qualité         |
| ---------------------------------------- | --------- | --------------- | --------- | --------------- |
| Les données manquantes sont à compléter. |           |                 |           |                 |
| mars 2008                                | mars 2014 | Gérard Gendre   |           |                 |
| mars 2014                                | mai 2020  | Françoise Hauss | DVD       | Cadre supérieur |
| mai 2020                                 | En cours  | Pascal Géhin    |           |                 |

## Économie

### Entreprises et commerces

#### Agriculture
- Élevage de chevaux et d'autres équidés,
- Culture de céréales, de légumineuses et de graines oléagineuses,
- Culture de la vigne.

#### Tourisme
- Restauration et hébergement.
- Gîtes ruraux[27].

#### Commerces
- Commerces de proximité à Mutzig, Molsheim.
- Poterie Céramique contemporaine[28].

## Population et société

### Démographie

#### Évolution démographique
Les habitants sont appelés les Avolsheimois.

L'évolution du nombre d'habitants est connue à travers les recensements de la population effectués dans la commune depuis 1793. Pour les communes de moins de 10 000 habitants, une enquête de recensement portant sur toute la population est réalisée tous les cinq ans, les populations de référence des années intermédiaires étant quant à elles estimées par interpolation ou extrapolation. Pour la commune, le premier recensement exhaustif entrant dans le cadre du nouveau dispositif a été réalisé en 2005.

En 2022, la commune comptait 766 habitants, en évolution de +5,36 % par rapport à 2016 (Bas-Rhin : +3,17 %, France hors Mayotte : +2,11 %).
| 1793 | 1800 | 1806 | 1821 | 1831 | 1836 | 1841 | 1846 | 1851 |
| ---- | ---- | ---- | ---- | ---- | ---- | ---- | ---- | ---- |
| 416  | 412  | 486  | 533  | 609  | 700  | 661  | 703  | 695  |

| 1856 | 1861 | 1866 | 1871 | 1875 | 1880 | 1885 | 1890 | 1895 |
| ---- | ---- | ---- | ---- | ---- | ---- | ---- | ---- | ---- |
| 688  | 696  | 742  | 679  | 650  | 632  | 668  | 668  | 610  |

| 1900 | 1905 | 1910 | 1921 | 1926 | 1931 | 1936 | 1946 | 1954 |
| ---- | ---- | ---- | ---- | ---- | ---- | ---- | ---- | ---- |
| 569  | 562  | 561  | 522  | 542  | 519  | 502  | 474  | 441  |

| 1962 | 1968 | 1975 | 1982 | 1990 | 1999 | 2005 | 2006 | 2010 |
| ---- | ---- | ---- | ---- | ---- | ---- | ---- | ---- | ---- |
| 478  | 487  | 513  | 513  | 567  | 657  | 698  | 746  | 728  |

| 2015 | 2020 | 2022 | - | - | - | - | - | - |
| ---- | ---- | ---- | - | - | - | - | - | - |
| 743  | 788  | 766  | - | - | - | - | - | - |

## Culture locale et patrimoine

### Lieux et monuments

#### Église duDompeter
Une des plus anciennes églises d'Alsace. Cette église est située au centre du triangle Molsheim-Dachstein-Avolsheim. Dédiée à saint Pierre par Materne, son âge exact n'est pas connu mais il est certain que le pape Léon IX a consacré le Dompeter vers 1050. Le nom de ce lieu vient du latin Domus Petri (maison de pierre) bien qu'il n'y ait pas de trace de sanctuaire primitif qui selon la légende remonterait au début du christianisme. Des fouilles de 1914 révèlent que les fondations sur lesquelles est fait le Dompeter datent de l'époque mérovingienne. Les diverses modifications qu'elle a subies ont tout de même préservé à chaque fois une trace de l'époque de ces modifications. C'est une richesse architecturale qui permet d'observer les styles des différentes époques en un même lieu ; son clocher en est le parfait exemple. En 1767 à la suite d'un incendie, le clocher fut partiellement détruit. La partie détruite fut remplacée par un étage octogonal prolongé d'une flèche.
Après l'abandon du bâtiment entre les deux guerres, les scouts ont fait des travaux afin d'assurer sa sauvegarde. Sur les plaques ornant les lambris du chœur sont gravés tous les noms des scouts d'Alsace morts pendant la Seconde Guerre mondiale.

#### La chapelle ottonienne Saint-Ulrich

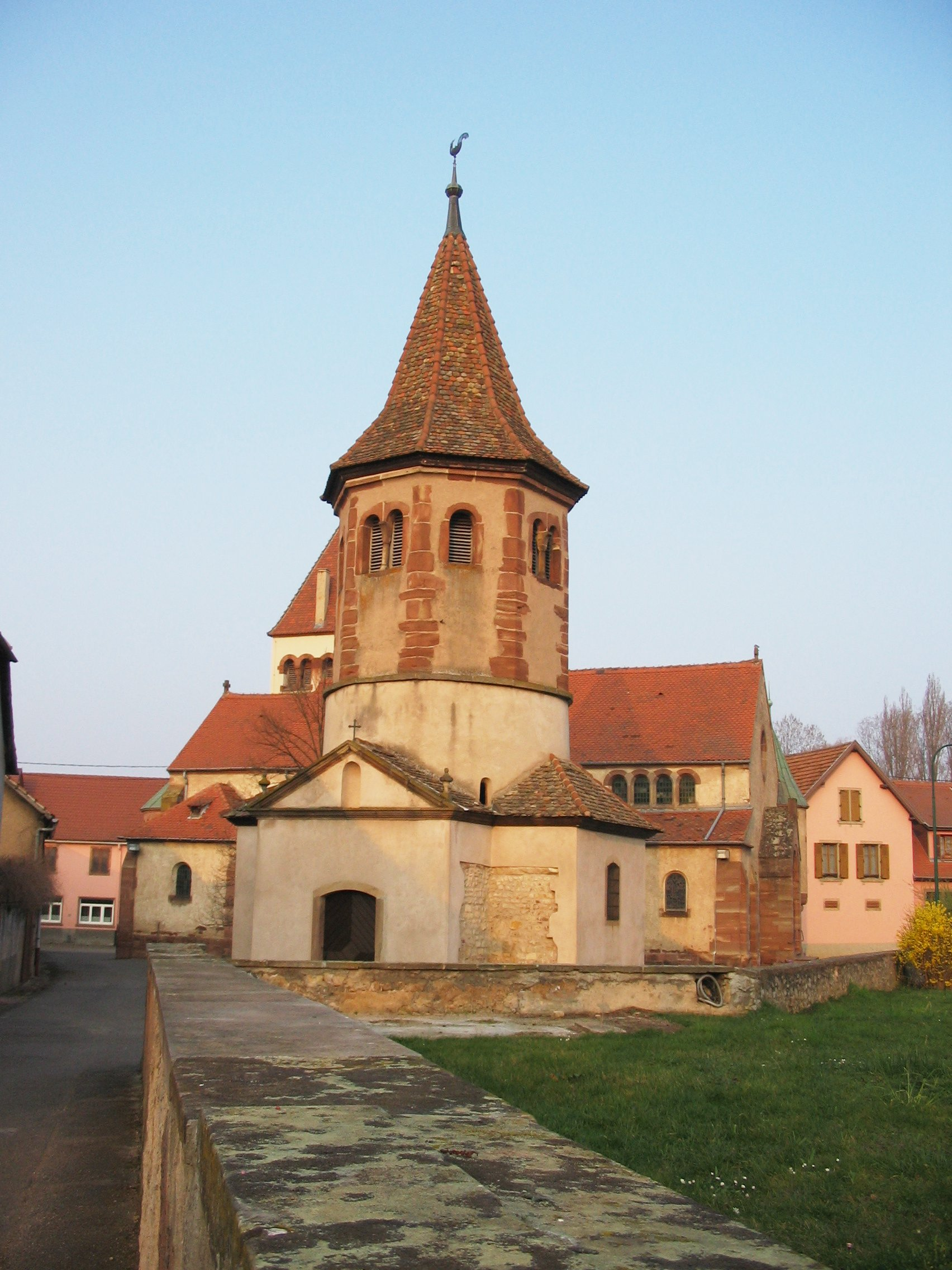
Chapelle Saint-Ulrich.
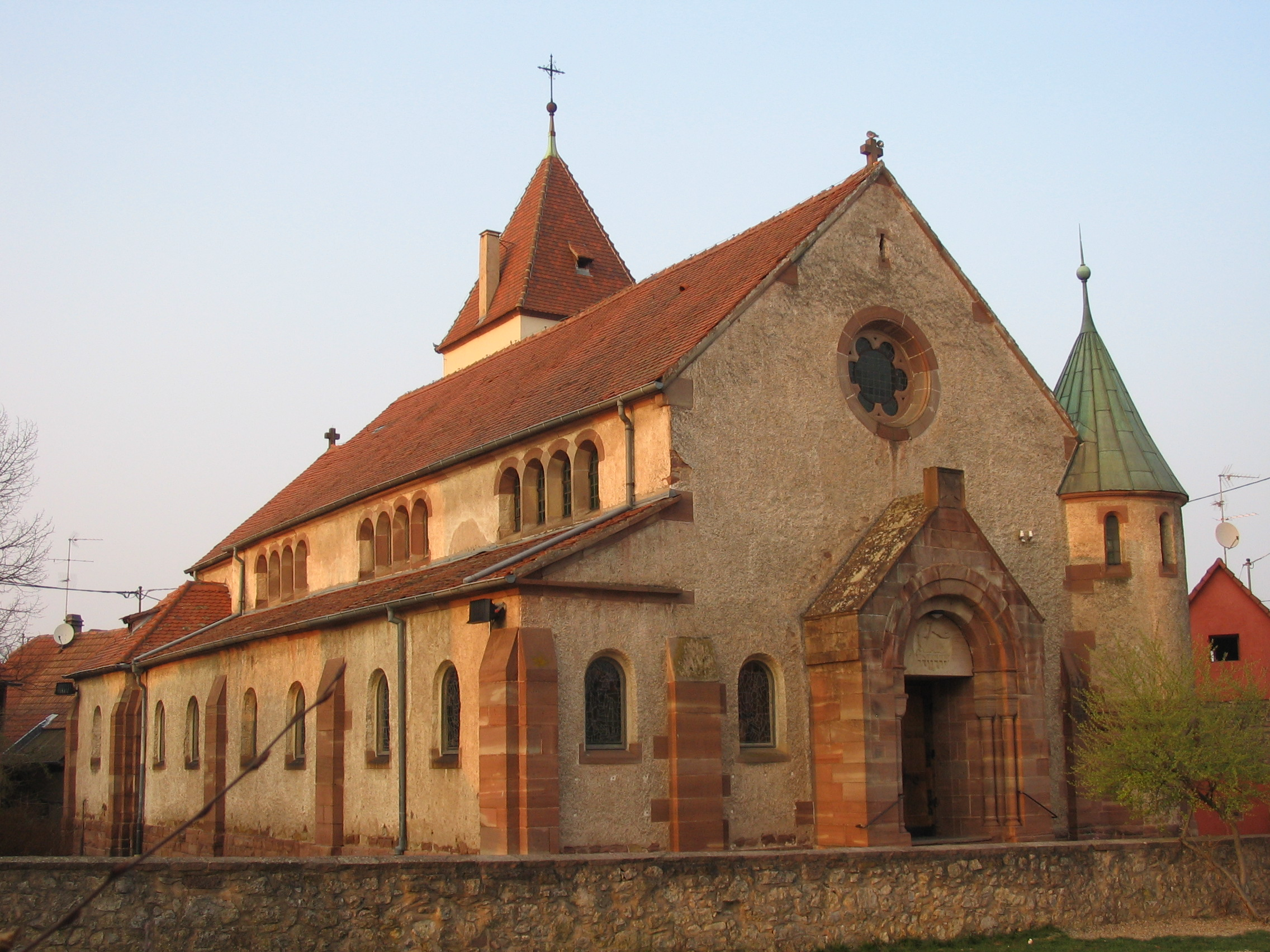
Église Saint-Materne.
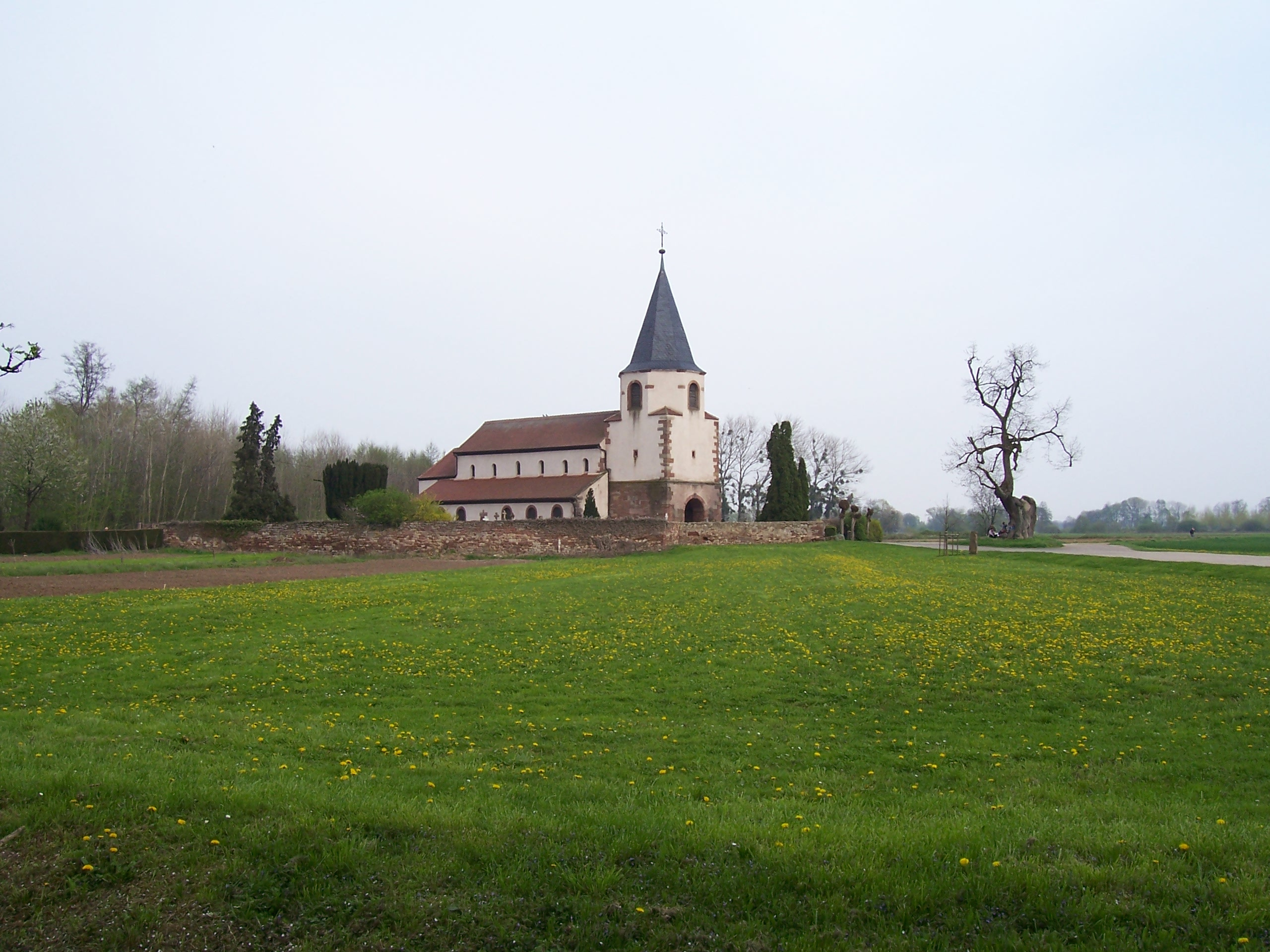
Église du Dompeter.
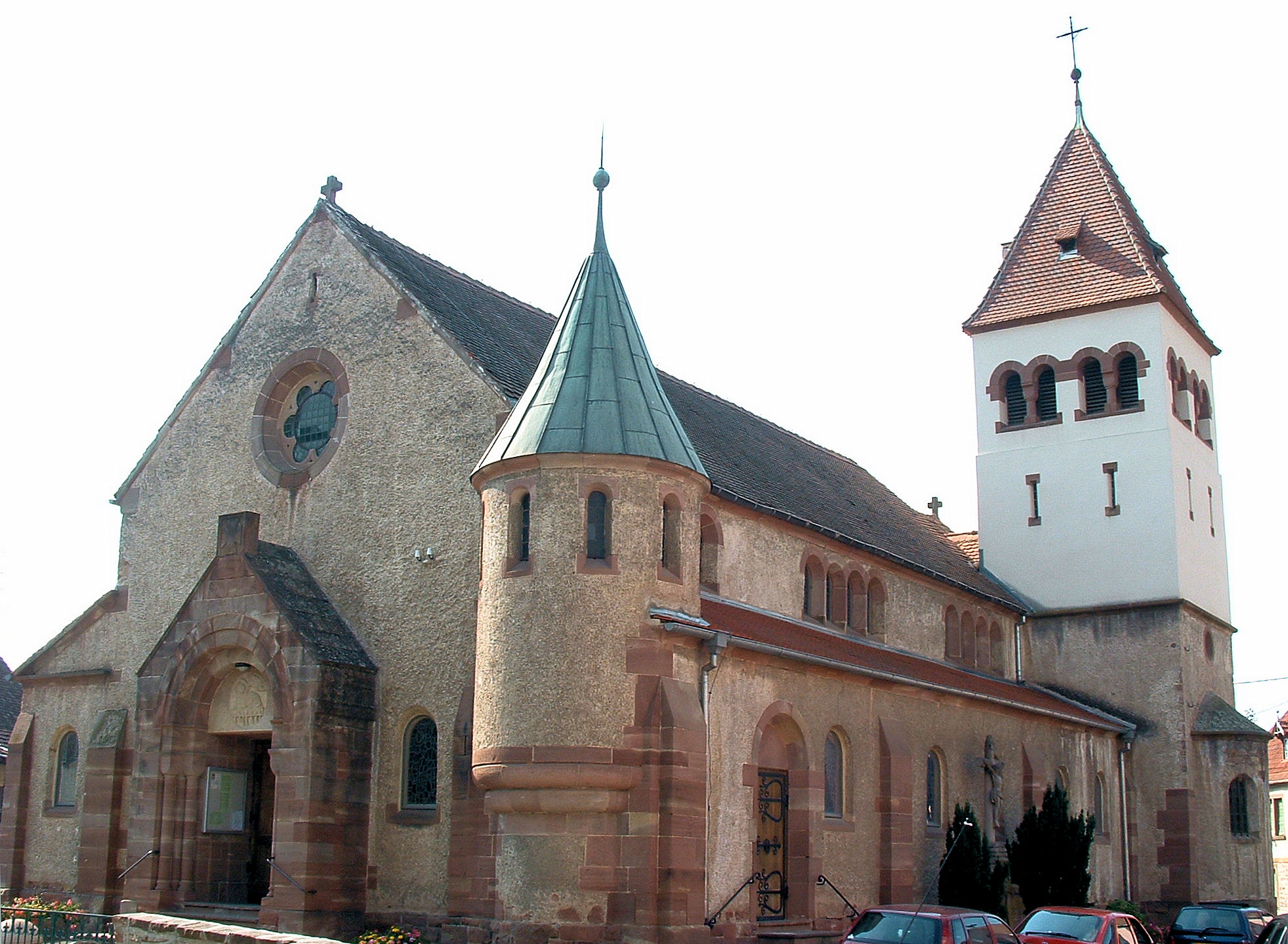
Église Saint-Materne.

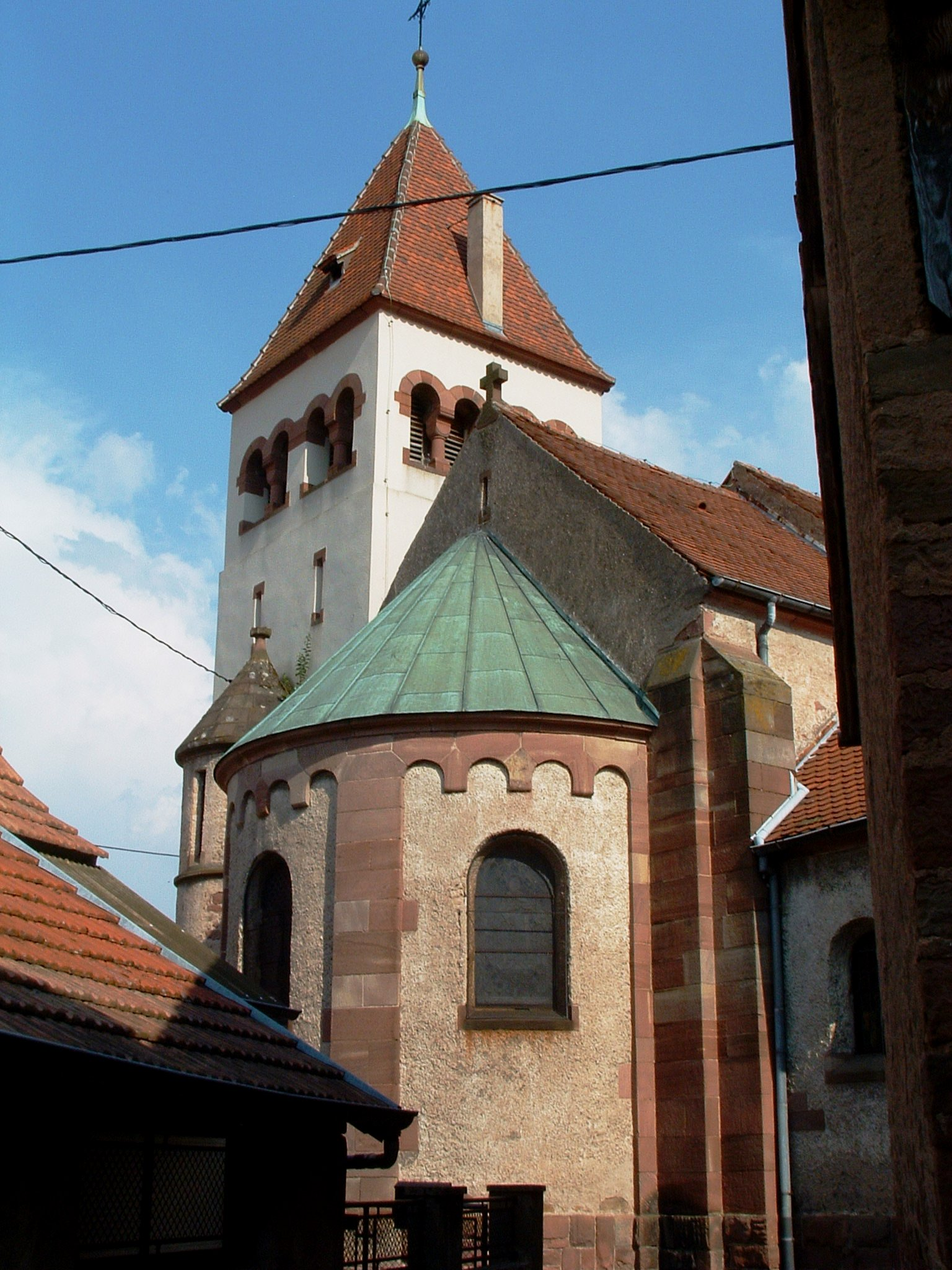
Église Saint-Materne - chevet.
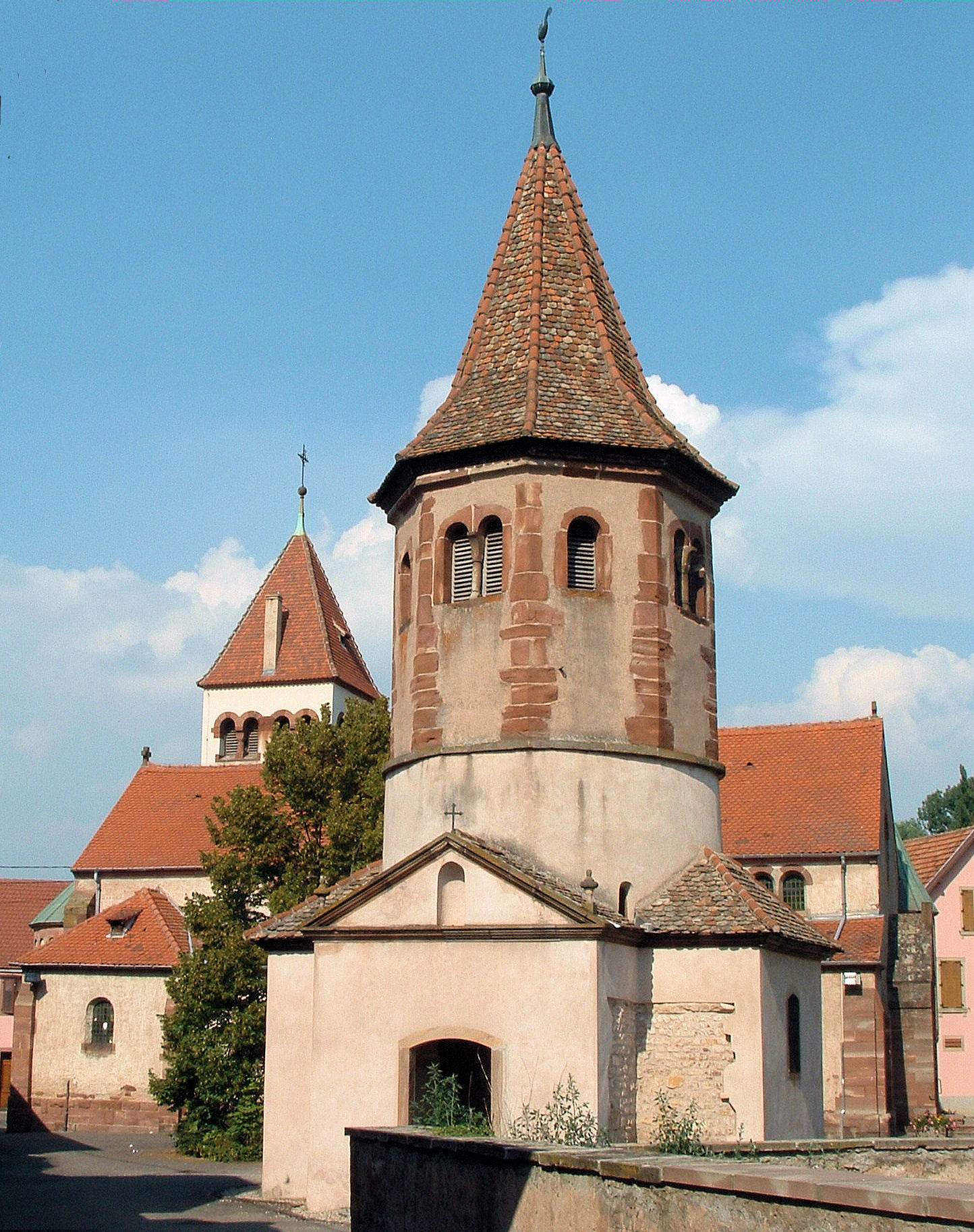
Chapelle Saint-Ulrich et église Saint-Materne.
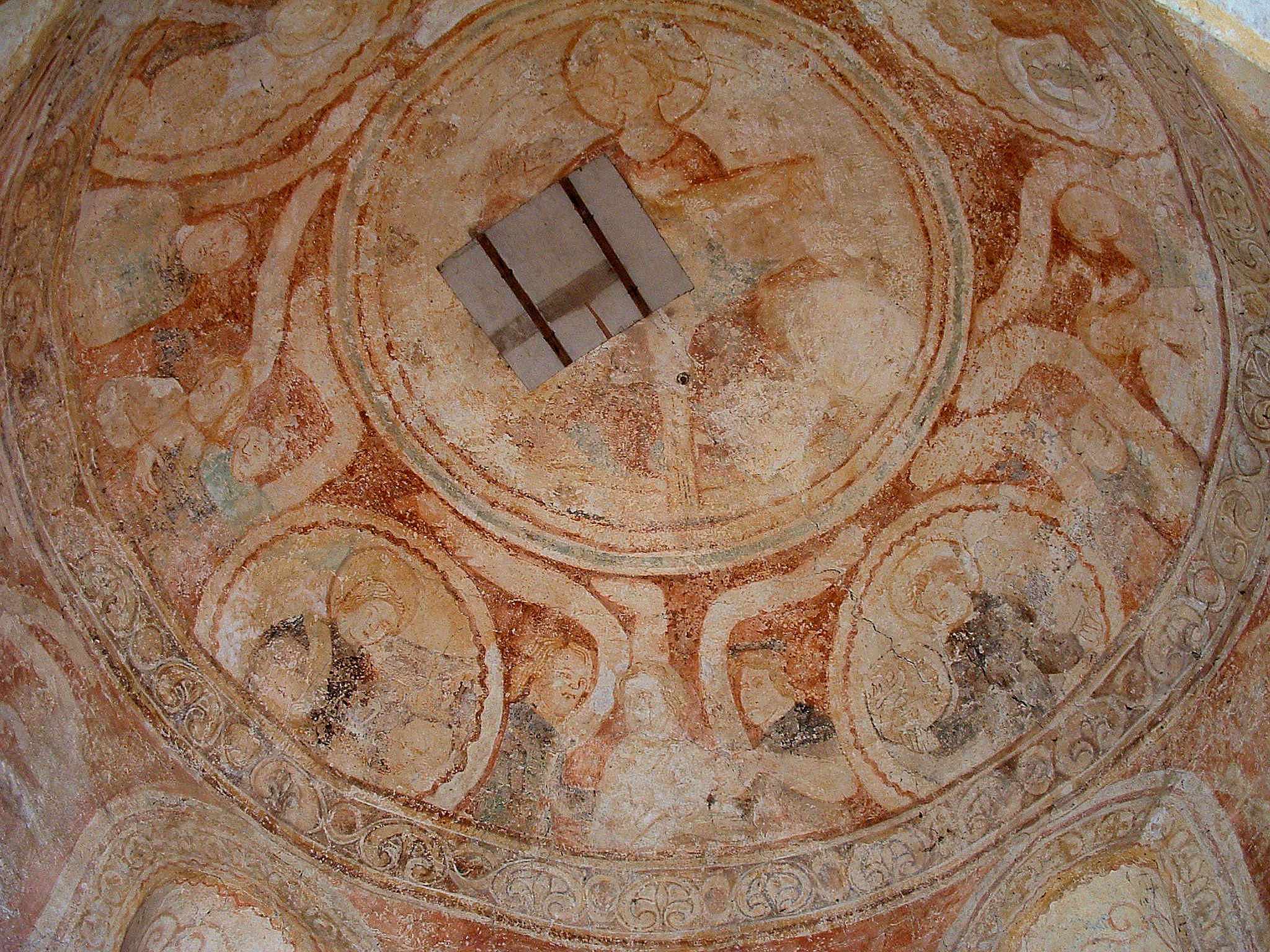
Chapelle Saint-Ulrich - fresque.
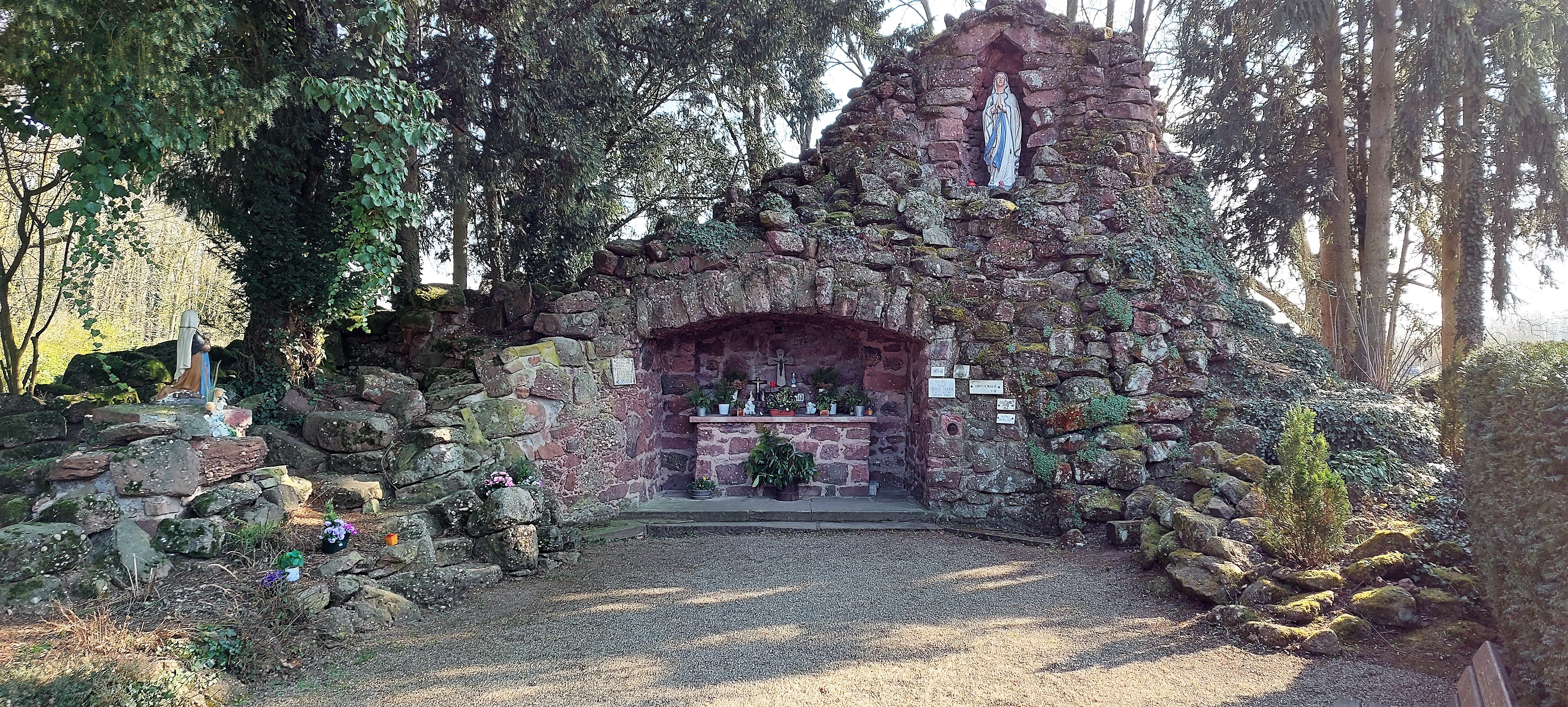
Grotte de Lourdes  près du Dompeter.

Le bâtiment initial remonterait au XIe ou à la fin du Xe siècle. Dite baptistère, elle est classée aux monuments historiques. En 1774 la chapelle fut transformée pour devenir la nouvelle église, adoptant ainsi le visage que l'on lui connaît aujourd'hui. Cette chapelle constituée d'un trétraconque d'origine constitue le plus ancien sanctuaire encore existant d'Alsace se trouvant au bord de l'ancienne voie romaine du piémont des Vosges. Adoptant la forme d'un trèfle à quatre feuilles couverte d'une coupole, la chapelle se voit surmontée d'un clocher roman octogonal. En 1774, une église fut bâtie contre la chapelle pour remplacer le Dompeter trop éloigné et fut finalement détruit en 1911 car l'église St Ulrich[Lequel ?] était devenue trop petite pour l'effectif du village. La coupole centrale et le tambour révélèrent des peintures murales en 1968 une fois que la couche de badigeon fut enlevée.

#### L'église Saint-Materne
L'église Saint-Materne fut construite en 1911 par l'architecte Johann Knauth responsable de la cathédrale de Strasbourg. Cet édifice est l'église actuelle d'Avolsheim qui ne fut consacrée qu'en 1936. Elle est de style néo-roman et se compose d'une nef à bas-côtés donnant sur un chœur voûté en berceau. Le clocher, surmontant la sacristie, est équipé de trois cloches fondues pour l'ancienne église paroissiale,. En 2012, pour fêter le centenaire de la construction de l'église, 2 nouvelles cloches furent fondues par l'artisan Voegele et bénie l'une en l'honneur de St Materne (patron de la paroisse) et à Ste Thérèse-Bénédicte de la Croix (patronne de la communauté de paroisses), l'autre en l'honneur de St Pierre (patron de l'église du Dompeter) et sa fille Ste Pétronille, vénérée à la source éponyme. Lorsque la construction fut achevée, l'orgue datant de 1867 qui avait été installé au Dompeter par Joseph Stiehr fut transféré en l'église Saint-Materne,.

#### La source Sainte-Pétronille
Située à proximité de l'église du Dompeter, la source Sainte-Pétronille tient son nom d'un sarcophage qui aurait servi de sépulture à sainte Pétronille, fille spirituelle de l'apôtre Pierre, et qui se trouvait autrefois à Dompeter. Dès le XVIIIe siècle, le sarcophage fut reconnu en réalité comme celui d'une romaine : Terentia Augustula.

#### La grotte Notre-Dame de Lourdes
Grotte de Lourdes,.

#### Banc reposoir
Banc-reposoir d'Alsace (daté 1854).

#### Le barrage d'Avolsheim
Ou « petites et grandes vannes » fut érigé en 1682 sur le canal artificiel de la Bruche construit par Vauban. Ce canal devait permettre le transport jusqu'à Strasbourg des blocs de grès venant des carrières de Soultz-les-Bains et Wolxheim nécessaires pour la construction de la citadelle de Strasbourg. Ce barrage devait ainsi permettre de garder le niveau de l'eau suffisamment élevé pour alimenter le canal situé un peu plus loin.